# 言叔夏
言叔夏（1982年1月—），出生於高雄，台灣作家，現任東海大學中國文學系副教授。畢業於國立東華大學中國語文學系、國立政治大學中文研究所、國立政治大學台灣文學研究所博士。
創作以散文為主。曾獲花蓮文學獎、台北文學獎、林榮三文學獎、全國學生文學獎。代表作〈白馬走過天亮〉獲第七屆林榮三文學獎散文三獎。

## 生平
言叔夏，生於1982年1月，林園長大，高雄人，畢業於國立東華大學中國語文學系（現為華文文學系）、政治大學中文研究所，現為東海大學中文系助理教授。曾獲花蓮文學獎、台北文學獎、林榮三文學獎、全國學生文學獎。

2013年在九歌出版《白馬走過天亮》初版；2014年在九州出版簡體版《白馬走過天亮》；2016在九歌出版繁體版《白馬走過天亮》限量簽名版。

## 寫作風格
黃文鉅曾形容她:「寫散文但行徑太像詩人，言叔夏的文學皮膚貼滿了隱喻。比方說密閉空間，又尤其是水族箱。幽冥的人造光，幫浦嘟嘟換氣，魚肥草熟，平靜無濤便假裝是死去活來的海洋。」
在《白馬走過天亮》一書中，步步為營的哀悼和大量超現實的場景切換就是她成長背景的最佳反映。
對她來說書寫就像是一種與內在的聲音的的孤獨地練習，一種與朋友的對話。

## 作品
《白馬走過天亮》是言叔夏的第一本書，雖是新秀作家，但她文字裡特有的迷人聲腔如磁鐵，早已牢牢牽引住一群喜愛她的讀者們。言叔夏在談起這篇「成名作」時，忍不住開玩笑地稱那是「愛鑽牛角尖的年紀」，但或許正是那專注於傷害尖點的姿態，當同樣質地的人向她趨近，便奮不顧身了。
談起出書過程，言叔夏一開始沒有出版的想法：「前幾年可能會覺得自己沒有準備好，還不知道『它』和我之間的關係是什麼。但可能木星經我的命宮了吧！後來就比較自然，水到渠成了。」言叔夏形容那像生一個小孩，在醞釀的時候會覺得是自己的，出書後又好像隱然沒了關係。說得輕快，但從校稿到出書的那段時間，她仍然有著焦慮：「尤其是散文這樣的形式，裡面有一些不屬於日常生活，可能是個人的暗面吧，像是每一個時期的自己，有些缺角、有些殘破，我那時不太願意讓它面世，可是等到真的印成書，我又發現它自然而然就完整了，已經不需要我了。」

## 作品列表
《白馬走過天亮》繁中版，九歌出版社，2013年6月1日

《白馬走過天亮》簡體版，九州出版社，2014年9月1日

《沒有的生活》繁中版，九歌出版社，2018年8月30日

## 得獎紀錄
| 年份   | 獎項                        | 得獎作品         |
| ------ | --------------------------- | ---------------- |
| 2007年 | 第二屆林榮三文學獎·散文佳作 | 〈馬緯度無風帶〉 |
| 2011年 | 第七屆林榮三文學獎·散文三獎 | 〈白馬走過天亮〉 |

## 外部連結
1. ↑  https://www.youtube.com/watchv=M3DFmhvpMhA&feature=youtu.be